# Milrem Robotics

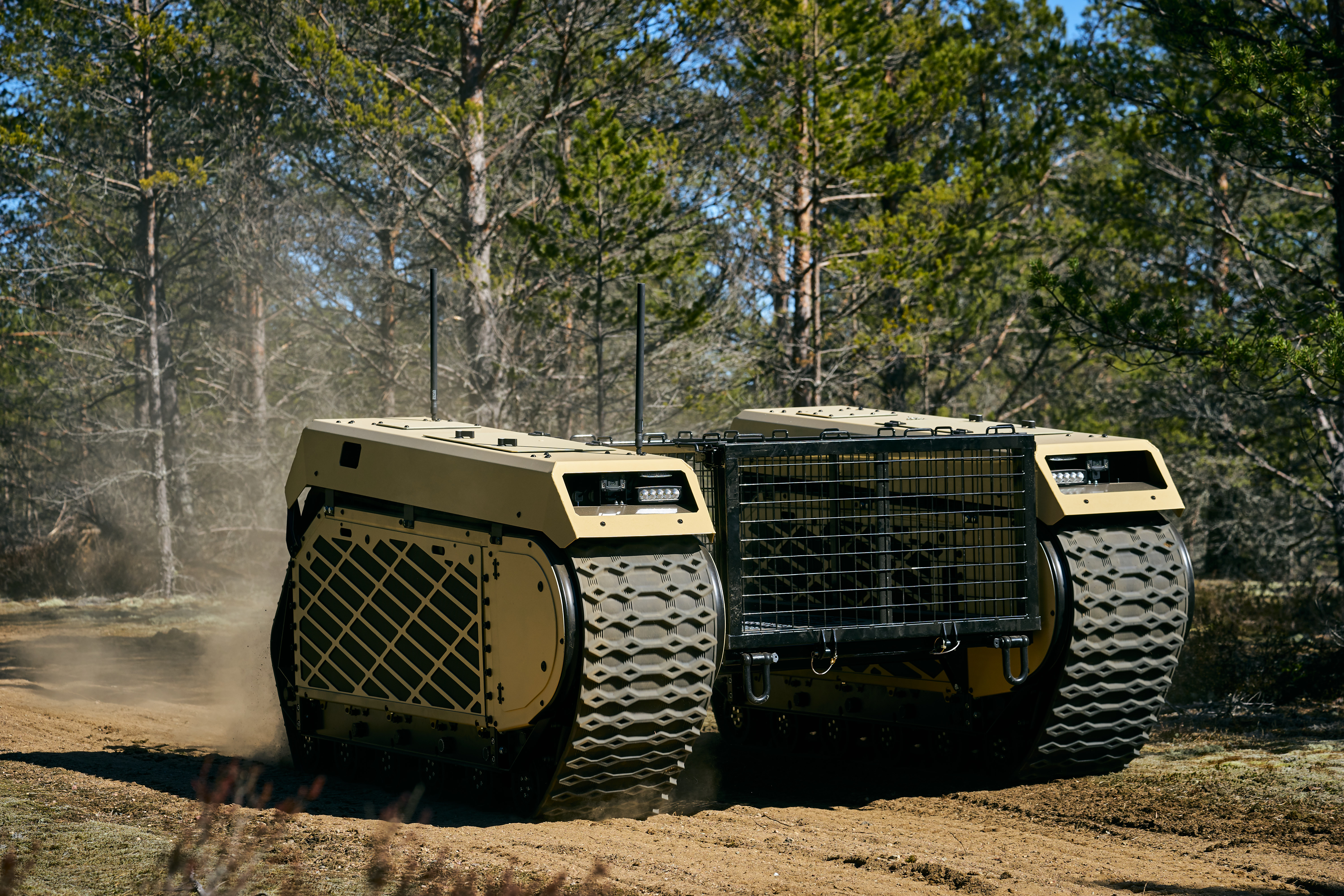
Vehículo terrestre no tripulado THeMIS producido por Milrem Robotics

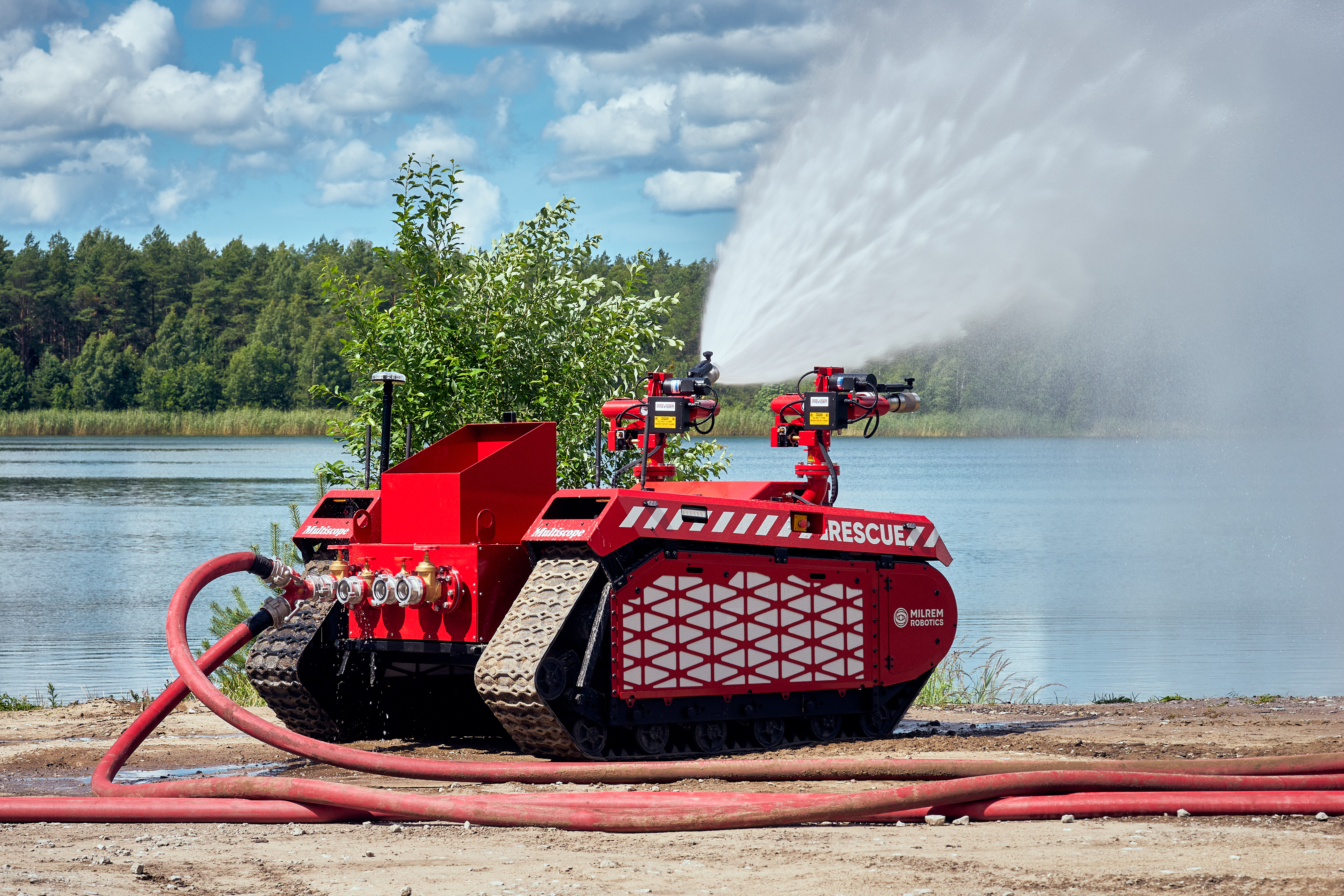
El vehículo de rescate Multiscope con Hydra de InnoVfoam.

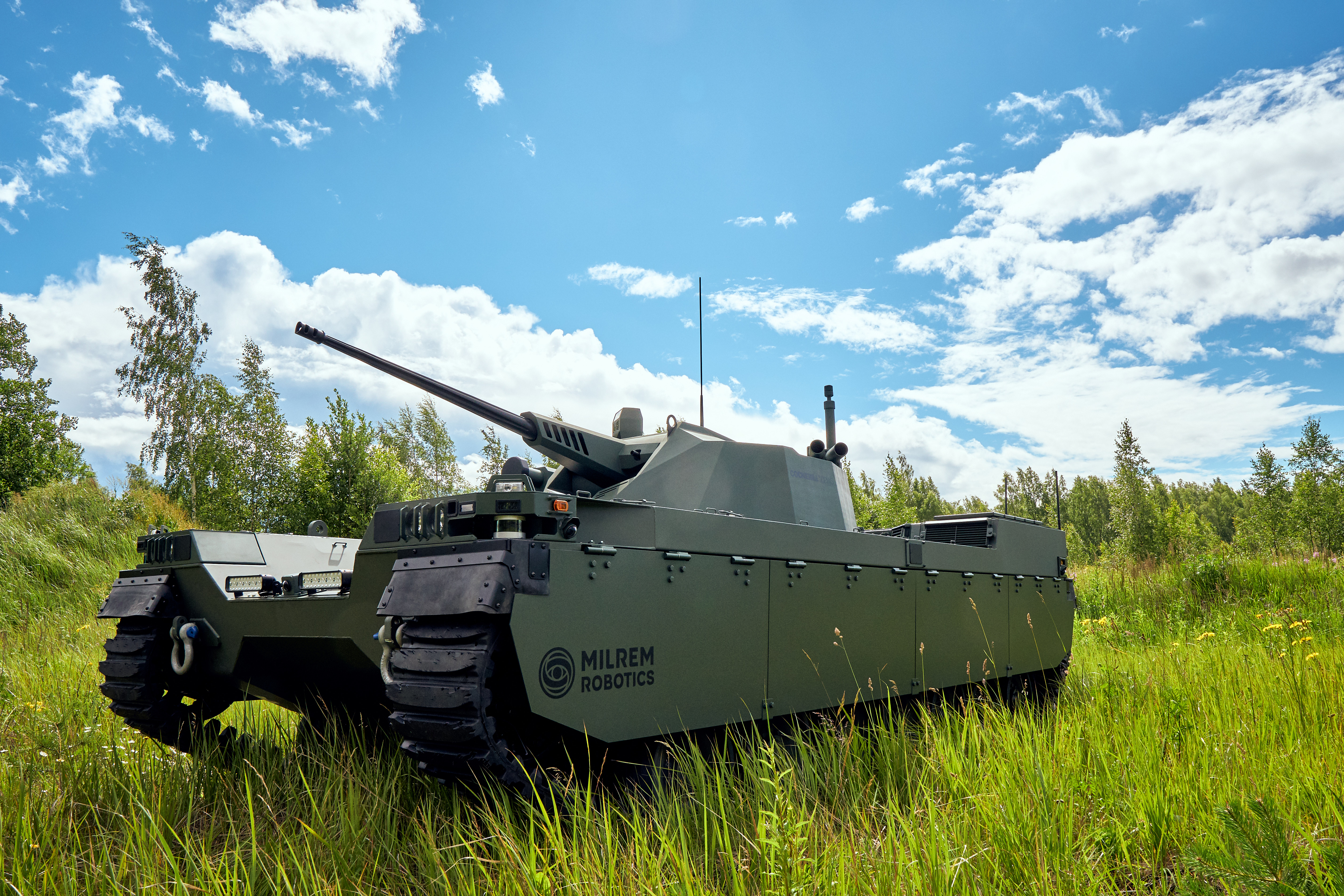
Vehículo de combate robótico Type-X.

Milrem Robotics es una empresa estonia de vehículos robóticos. Sus productos principales son el THeMIS UGV, el Multiscope UGV y un vehículo de combate robótico designado como Type-X.

## Liderazgo
Kuldar Väärsi es el director ejecutivo de Milrem Robotics y Veiko Vaher es el director de operaciones.

## Historia
Milrem Robotics fue fundada en 2013. El desarrollo del primer vehículo terrestre no tripulado (UGV) comenzó a finales de 2014. El primer UGV (THeMIS) se presentó en el DSEI 2015 en Londres. Se presentó un THeMIS actualizado en la conferencia internacional de equipos de defensa y seguridad de 2019.
En 2019, las Fuerzas de Defensa de Estonia desplegaron el THeMIS UGV en una zona de combate, Malí, por primera vez como parte de la Operación Barkhane antiterrorista dirigida por Francia. El 31 de mayo de 2021, la compañía de defensa alemana Krauss-Maffei Wegmann compró el 24,9% de la empresa, con el fin de dar impulso al Centro Europeo de Excelencia de Robótica Militar en Estonia.

## Productos

### THeMIS
El THeMIS es un UGV militar de tamaño mediano destinado a proporcionar apoyo a las tropas desmontadas sirviendo como plataforma de transporte, estación de armas remota, unidad de detección y eliminación de IED, etc. El estilo abierto del vehículo le da capacidad para múltiples misiones. El THeMIS se ha integrado con una serie de armas y sistemas de armas que incluyen el FGM-148 Javelin, deFNder Medium, protector RWS, IMPACT y el sistema antitanque Brimstone.

#### Multiscope
El Multiscope es la versión civil del THeMIS UGV y combina los conocimientos adquiridos de las pruebas exhaustivas del THeMIS durante ejercicios militares en entornos hostiles y proporciona soluciones más rápidas, rentables y flexibles para el sector comercial y gubernamental, incluida la ingeniería civil, la seguridad. y, especialmente, sirve para funciones de bombero y rescate. El Multiscope es ideal para industrias que desean eliminar el riesgo físico para su fuerza laboral y desean beneficiarse de la automatización de procesos.

### Type-X
El Type-X es un UGV de clase de 12 toneladas en desarrollo.